# 韦尔德兰迪亚
韦尔德兰迪亚是巴西米纳斯吉拉斯州的一个市镇。总面积1451.856平方公里，总人口8029人，人口密度5.5人/平方公里。